# Pulau Rengas (Bangko Barat)
Pulau Rengas is een bestuurslaag in het regentschap Merangin van de provincie Jambi, Indonesië. Pulau Rengas telt 1705 inwoners (volkstelling 2010).